# Tadeusz Jarosz (chirurg)

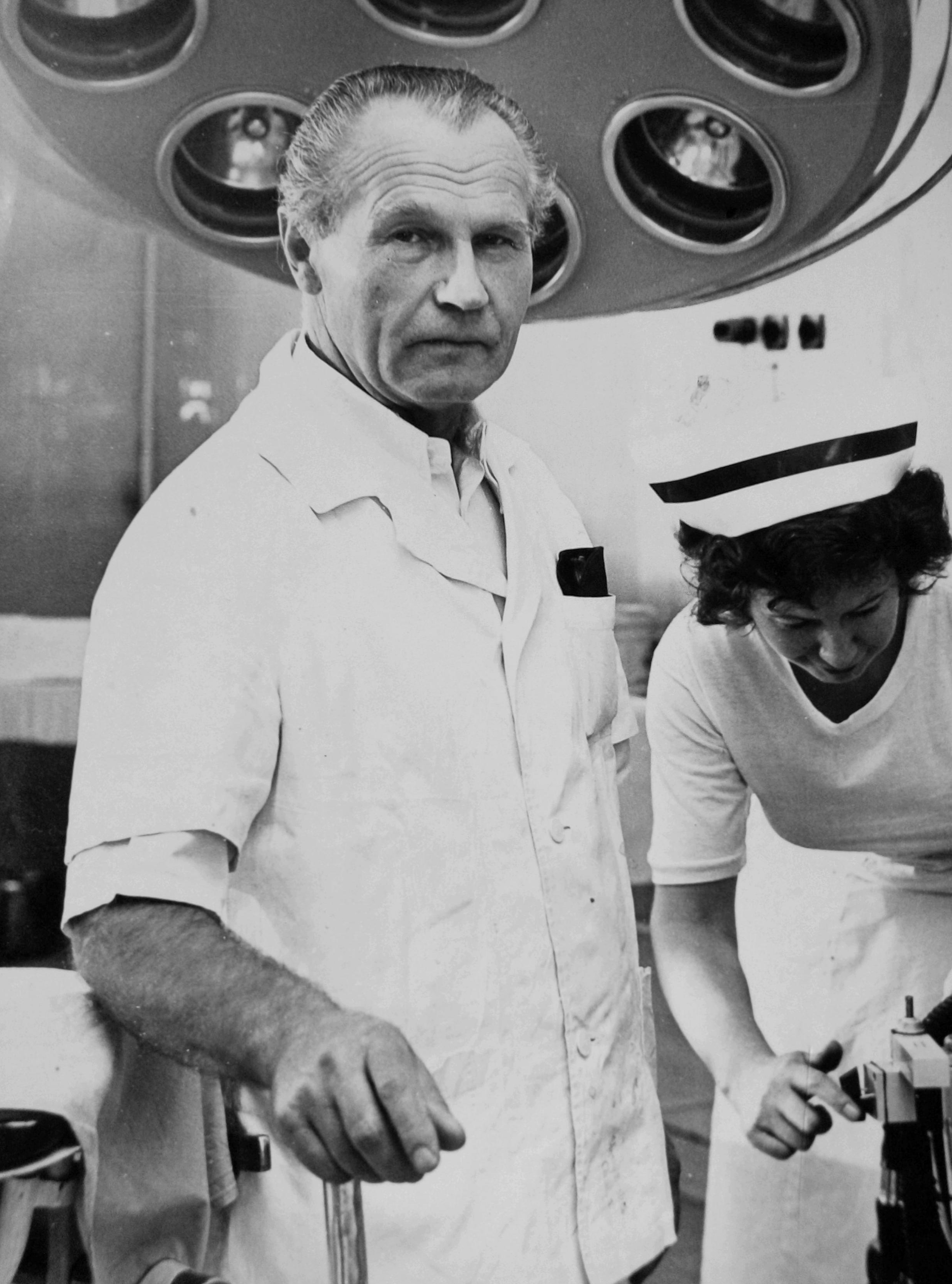
lek. med. Tadeusz Jarosz w sali operacyjnej Szpitala Śląskiego w Cieszynie, 1979 r.

Tadeusz Jarosz (ur. 6 grudnia 1920 w Żyznowie, zm. 20 stycznia 1998 w Bielsku-Białej) – polski chirurg, członek Armii Krajowej pseudonim „Młot”, Członek Honorowy Polskiego Towarzystwa Chirurgów Dziecięcych, Polskiego Towarzystwa Medycyny Społecznej, Polskiego Towarzystwa Lekarskiego i Towarzystwa Chirurgów Polskich.

## Życiorys zawodowy
Ukończył Ogólnokształcące Gimnazjum w Brzozowie w 1937 r. Egzamin maturalny zdał na kilka miesięcy przed wybuchem II wojny światowej w Liceum Klasycznym w Przemyślu. W trakcie okupacji niemieckiej przebywał u matki w Dynowie, gdzie pracował w gospodarstwie rolnym. W latach 1943–1944 był słuchaczem w Państwowym Instytucie Medycznym we Lwowie. Po wojnie kontynuował studia medyczne pracując jednocześnie w 1946 r. jako kierownik laboratorium Oddziału Chirurgicznego Szpitala św. Łazarza w Krakowie. Po uzyskaniu w 1948 roku absolutorium na Wydziale Lekarskim Uniwersytetu Jagiellońskiego w Krakowie został asystentem na oddziale chirurgii klatki piersiowej w Sanatorium Przeciwgruźliczym w Bystrej Śląskiej, gdzie zorganizował laboratorium sanatoryjne. 23 marca 1950 roku otrzymał dyplom lekarza Akademii Medycznej w Krakowie. W tym samym roku przyjął propozycję pracy jako asystent chirurgii ogólnej w Szpitalu Śląskim w Cieszynie. Specjalizację pierwszego stopnia z zakresu chirurgii uzyskał w 1953 roku, a siedem lat później w 1960 drugiego stopnia. W 1966 roku, jako specjalista chirurgii dziecięcej, został powołany na ordynatora jednego z oddziałów podzielonej chirurgii ogólnej. Zorganizował pierwszy w Szpitalu Śląskim pododdział chirurgii dziecięcej. 
Prowadził ponadto szkolenia kadry medycznej, a także wykłady z zakresu chirurgii w Szkole Felczerskiej i Liceum Medycznym w Cieszynie. Jako świadek brał udział w procesie kanonizacyjnym św. Jana Sarkandra – operował, uznanego za cudownie uzdrowionego, księdza Jana Pichę.

### Odznaczenia
Za swoje zaangażowanie i pracę był wielokrotnie nagradzany. W 1969 r. został odznaczony Złotym Krzyżem Zasługi, a w 1983 r. Krzyżem Komandorskim Orderu Odrodzenia Polski.

## Życie prywatne
Od 1950 r. był żonaty z Zofią (z d. Szmigiel). Ojciec Jolanty (lek. med.), Jana (lek. stom.) i Małgorzaty.
Pochowany na cmentarzu komunalnym w Cieszynie.